# Lijst van ridderorden van Wilhelm II van Duitsland
De Duitse keizer Wilhelm II, koning van Pruisen bezat meer dan 75 ridderorden waaronder een aantal van de meest exclusieve orden van de Europese en Aziatische vorstenhuizen.

## De Pruisische onderscheidingen

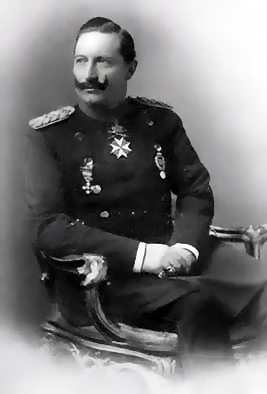
Wilhelm II met om de hals de Protektordecoration van de Pruisische Johanniterorde

- Ridder in de Hoge Orde van de Zwarte Adelaar. 27 januari 1869, zijn tiende verjaardag. Op zijn achttiende verjaardag ontving Wilhelm van zijn keizerlijke grootvader de daarbij behorende keten. Prinsen die nog geen belijdenis hadden gedaan mochten de keten nog niet dragen.
- Grootkruis in de Orde van de Rode Adelaar. 27 januari 1869
- Chef, grootmeester en souverein van de Orde van de Zwarte Adelaar en grootmeester van de Pruisische ridderorden, beschermheer van de Orde van Sint-Jan door zijn opvolging als Pruisisch koning op 15 augustus 1888.
- IJzeren Kruis der Eerste Klasse 1914
- De (militaire) Orde Pour le Mérite 16 februari 1915
- Grootkruis van het IJzeren Kruis 12 december 1916

Als Hohenzollernprins zal Wilhelm ook de zogenaamde Hohenzollernkette hebben gedragen. Deze keten, verbonden aan de Huisorde van Hohenzollern, werd aan alle prinsen uit het Koninklijk Huis toegekend. De Prinsen uit het Huis Hohenzollern waren geboren dragers van het Erekruis der Ie Klasse van de Hohenzollernorde en mochten dit kruis na hun 16e verjaardag dragen.
Kenmerkend voor de ijdele keizer was het zelfbedachte en onpraktisch grote ereteken waarin hij de voor hem gecreëerde "Protektordecoration" van de Pruisische Johanniterorde met het kruis van de Duitse Orde, het Marianerkreuz combineerde. Boven het zware gouden juweel waren twee scepters en een grote kroon gelegd. Deze ongehoorde combinatie van twee ridderorden, de een protestants, de ander katholiek, de een Pruisisch, de ander Oostenrijks, de een getuigend van een beschermheerschap en de ander een erelidmaatschap werd met veel kritiek ontvangen.
Voor Wilhelm was ook een "Protektordekoration mit Brillanten" van de Johanniterorde vervaardigd.

## Onderscheidingen door bevriende staten en Duitse staten.
- Grootkruis in de Apostolisch Koninklijk Hongaarse Orde van Sint-Stefanus 1872
- Ridder in de Keizerlijk Russische orden van Sint-Andreas, de Orde van Sint-Alexander-Nevski, de Witte Adelaar, Sint-Stanislaus en Sint-Anna. De beide laatsten in de Eerste Klasse of Grootkruis.
- Ridder in de Orde van de Olifant (Denemarken)
- Ridder in de Hoge Orde van de Verkondiging (Italië)
- Grootkruis in de Orde van Sint-Mauritius en Sint-Lazarus (Italië)
- Ridder in de Orde van het Gulden Vlies, een Spaanse benoeming op 8 november 1875

- Ridder-companion (Knight Companion) in de Meest Nobele Orde van de Kousenband (KG) 27 januari 1876

De toenmalige prins werd door zijn grootmoeder in de Orde van de Kousenband opgenomen. Wilhelm was zo trots op deze onderscheiding dat hij een aantal zijn Duitse sterren van een om de stralen slingerende kousenband liet voorzien. Hij bezat ook een met briljanten, robijnen en saffieren ingelegde ster en een kostbare met edelstenen versierde "lesser George". In 1915 werden hij en zijn broer Heinrich, zonder ceremonieel, uit de orde gezet omdat hun gedrag "reproachable" oftewel "niet ridderlijk" zou zijn].
- Ridder in de Koninklijke Orde van de Serafijnen (Zweden) 25 mei 1878 de daarbij behorende keten volgde op 1 November 1888
- Ridder-Grootkruis in de Orde van de Nederlandse Leeuw (Nederland) 28 juli 1878
- Grootkruis in de Orde van de Witte Valk (Saksen-Weimar)
- Grootkruis in de Orde van de Leeuw van Zähringen (Baden)
- Grootkruis in de Orde van Berthold de Eerste van Zähringen (Baden)
- Ridder in de Orde van de Kroon van Wijnruit (Saksen)
- Grootkruis in de Orde van de Württembergse Kroon

Wilhelm II droeg de voor staatshoofden gereserveerde ster met een klein ordekruis in het medaillon.
- Grootkruis in de Saksisch-Ernestijnse Huisorde (Saksische staten)
- Grootkruis in de Orde van Sint-Alexander (Bulgarije)
- Grootkruis in de Meest Nobele Orde van de Kroon van Siam (Thailand)
- Grootkruis in de Orde van de Witte Adelaar
- Grootkruis in de Orde van Danilo (Montenegro)
- Grootkruis in de Orde van de Ster van Roemenië
- Grootkruis in de Orde van de Kroon van Roemenië
- Grootkruis in de Keizerlijke Orde van het Zuiderkruis (Brazilië)

- Grootkruis in de Orde van Sint-Jozef (Toscane) 9 oktober 1884

Een opvallende benoeming. De Toscaanse groothertog was al in 1866 uit Toscane verbannen.
- Grootkruis in de Aloude en Meest Nobele Orde van de Toren en het Zwaard (Portugal)
- Grootkruis in de Huisorde en Orde van Verdienste van Peter Friedrich Ludwig (Oldenburg)
- Grootkruis in de Ridderlijke en Militaire Orde van Sint-Marinus (San Marino)
- Keten van de Hoogste Orde van de Chrysanthemum (Japan)
- Ridder in de Huisorde van de Gouden Leeuw (Hessen)
- Grootkruis in de Ludwigsorde (Hessen)
- Grootkruis in de Orde van Hendrik de Leeuw (Braunsweich)
- Grootlint in de Leopoldsorde
- Ridder in de Huisorde van de Trouw (Baden)
- Grootkruis in de Huisorde van Albrecht de Beer (Anhalt)
- Grootkruis in de Orde van Sint-Olaf (Noorwegen) 1 augustus 1888
- Grootkruis met keten in de Orde van Carol I (Roemenië)
- Rechtsridder in de Orde van Sint-Jan in het Verenigd Koninkrijk (KJStJ)
- Ridder der Eerste Klasse of Grootkruis in de Militaire Willems-Orde Nederland 8 september 1889
- Grootkruis in de Militaire Orde van Savoye (Italië)

- Ridder in de Meest Illustere Orde van Maha Chakri (Siam) 1897
- De Verheven Orde van het Huis van Osman (Hanedan-i-Ali-Osman Nishani) (Turkije) 30 november 1898
- Honorair ridder grootkruis in de Koninklijke Orde van Victoria (GCVO) 21 november 1899

De laatste onderscheiding door zijn grootmoeder, de Britse koningin Victoria.
- De Grote Orde van de Gouden Maat (Korea) 10 september 1900
- Ridder in de Orde van Sint-Hubertus Beieren 1901
- De Koninklijk Victoriaanse Keten 2 november 1902 De keizer heeft het recht om zijn andere Britse koninklijke onderscheidingen, waaronder deze keten, te dragen in 1915 niet verloren.
- Ridder in de Orde van de Noorse Leeuw (Noorwegen) 27 januari 1904
- Ridder-grootkruis in de Huisorde van Oranje (Nederland) 4 mei 1905
- Grootkruis in de Orde van de Bevrijder (Venezuela)
- Commandeur en grootkruis met de keten in de Koninklijke Orde van Vasa (Zweden) 30 juli 1907
- Ridder in de Orde van Sint-Cyrillius en Sint-Methodius (Bulgarije) 1912

In augustus 1914 brak de Eerste Wereldoorlog uit. De Duitse staten en de Centrale machten benoemden Wilhelm, een van de voornaamste schuldigen aan deze oorlog, die 35.043.826 slachtoffers zou kosten, in hun militaire ridderorden. De keizer ontving van de Duitse staten ook kruisen en medailles. Hij droeg in zijn Nederlandse verbanningsoord vaak met trots zijn "Wereldoorlogbroche" waarin al deze onderscheidingen bijeen waren gebracht. Aan Duitse zijde vielen 6.861.950 militairen aan de talloze fronten.
- Dienstkruis van Schaumburg-Lippe 1914
- Kruis voor Militaire Verdienste van Brunswijk 1914
- Frederikskruis (Anhalt) 1914
- Grootkruis in de militaire Orde van Maria Theresia Oostenrijk-Hongarije 27 augustus 1914
- Grootkruis in de Militaire Orde van Sint-Hendrik (Saksen) 22 oktober 1914

De keizer ontving een gouden in plaats van de gebruikelijke zilveren ster.
- Ridder in de 1e Klasse in de Militaire Orde van Maximiliaan Joseph (Beieren) 1 november 1914
- Grootkruis in de Orde van Militaire Verdienste (Wurttemberg)
- Grootkruis in de Militaire Orde van Karl Friedrich (Baden)
- Grootkruis in de Orde van Militaire Verdienste (Bulgarije) 18 januari 1916
- Het door hem ingestelde Kruis van Verdienste voor Oorlogshulp van Pruisen
- De Orde van Militaire Verdienste " met de doodskop". Ie Klasse met briljanten 11 oktober 1917 (Bulgarije)
- De Orde van de Glorie (Atiq Nishan-i-Iftikhar) van Turkije 15 oktober 1917
- De Medaille voor Oorlogsdienst (Turkije)
- Oorlogskruis 1e Klass van Saxen-Meiningen
- Oorlogskruis 1e Klass (Lippe)
- Oorlogskruisen van Hamburg, Bremen and Lübeck (De drie zogenaamde Hanseatenkruisen)
- Militaire Kruis van Verdienste van Mecklenburg-Schwerin
- Het Friedrich August-Kruis(Oldenburg)

Behalve deze ridderorden waren er tal van herdenkings-, huwelijk— en jubileummedailles.
Turkije verleende de keizer in 1916 een Medaille van de Orde van de Eer, een exclusieve gouden medaille voor moed en trouw die voor hem van een speciale inscriptie werd voorzien.
Een deel van de onderscheidingen moest na de dood van de keizer in 1941 worden teruggegeven aan de kanselarijen van de diverse ridderorden, anderen waren door de Nederlandse regering als "vijandelijk bezit" genaast en weer anderen werden in de jaren 60 door de Hohenzollern op een grote veiling in Londen verkocht.
De grote afwezige in deze lange reeks is de Orde van het Legioen van Eer. De betrekkingen tussen Frankrijk en Duitsland waren, na de annexatie van de Elzas en Lotharingen, slecht.

## Voetnoten
1. ↑  Nimmergut katalogus No. 1797, uit 1888
2. ↑  Nimmergut katalogus No. 1797.
3. ↑  Emil Ludwig, Wilhelm II, 1926
4. ↑  Website van het Britse hof op. Gearchiveerd op 28 januari 2022. Geraadpleegd op 29 maart 2024.
5. ↑  Schattingen op

Wilhelm II van Duitsland ·
Manfred von Richthofen ·
maarschalk Stalin ·
Hermann Göring ·
maarschalk Tito ·
koningin Juliana der Nederlanden ·
prins Bernhard der Nederlanden ·
Elizabeth II ·
koning Boudewijn der Belgen ·
prinses Beatrix der Nederlanden ·
prinses Margriet der Nederlanden ·
koning Willem-Alexander der Nederlanden ·
Prins Hendrik der Nederlanden

Zie ook: Ridderorde
Wilhelm II van Duitsland ·
Manfred von Richthofen ·
Hermann Göring ·
Franz von Hipper ·
De "jonge Moltke" ·
De "oude Moltke"

Zie ook: Lijst van de militaire dragers van de Orde Pour le Mérite